# Sweet Home Chicago
«Sweet Home Chicago» es una canción de blues estándar en el formato I-IV-V. Fue registrada, grabada y escrita por Robert Johnson. Con los años la canción se ha convertido en uno de los himnos más populares de la ciudad de Chicago.

## Historia
La canción es una variación de «Kokomo Blues», una canción popularizada por Scrapper Blackwell, Davis Madlyn y sobre todo por James Arnold. La versión de Arnold, que grabó en 1934 como «Old Original Blues Kokomo», fue un éxito tal que cambió su nombre artístico a Kokomo Arnold.
La primera versión grabada de la canción de Scrapper Blackwell, en 1928 se refiere a la ciudad de Kokomo, Indiana, bien conocida por el guitarrista y famosa por su gran número de semáforos, que ha dado lugar a ser conocida por los camioneros como "la ciudad de la luz de freno" ("stop light city") por tener una de las carreteras más congestionadas del estado.
En la versión de Johnson, grabada en noviembre de 1936 y lanzada por Vocalion Records, curiosamente, las letras se refieren sólo indirectamente a Chicago. Realmente se refiere a una situación donde el narrador le pide a una mujer que vuelva con él a «ese lugar en California/Chicago, mi dulce hogar», (that land of California/my sweet home Chicago). De hecho, California se menciona más en la canción que Chicago, tanto en el estribillo como en una de las estrofas, «Me voy a California y de ahí a Des Moines, Iowa» ("I'm goin' to California/ from there to Des Moines, Iowa").
Estas letras desconcertantes han sido una fuente de controversia durante muchos años. En los años '60 y '70, algunos comentaristas especularon que esto fue un error geográfico por parte de Johnson. Esto es claramente falso, ya que Johnson era un compositor muy sofisticado y utiliza referencias geográficas en varias de sus canciones. Una interpretación es que en la canción Johnson pretende hacer una descripción metafórica de un paraíso imaginado que combina elementos de América del Norte y el oeste, lejos del racismo y la pobreza inherente al Delta del Mississippi de 1936.
Al igual que Chicago, California, fue un lugar común, en muchas canciones, libros y películas que tratan sobre la Gran Depresión. Otra posible interpretación es que el narrador pretende presionar a una mujer para irse con él a la ciudad de Chicago, pero su flagrante ignorancia geográfica revela su intento de engaño.
Otra explicación sugiere que Johnson estaba relatando un viaje por todo el país, como se menciona en la línea, «me voy a California y de ahí a Des Moines, Iowa», y que el destino final fue en Chicago, Illinois
Una versión no verificada de la historia que planteo el director cinematográfico Alan Greenberg en su libro Love In Vain: A Vision of Robert Johnson dice que Johnson tenía un pariente lejano que vivía en Puerto Chicago, California, lo que supone una ambigüedad en el uso de la palabra «Chicago» pudiendo ser usada para cualquiera de los dos sitios.
A medida que la canción llegó a ser un homenaje a Chicago, la letra original que se refiere a California fue alterada en la mayoría de versiones. La frase «Volver a la tierra de California» (Back to the land of California) cambia a «Volviendo al viejo lugar de siempre» (Back to the same old place), y la frase «Voy a California» (I'm going to California) se convierte en «Voy a regresar a Chicago» (I'm going back to Chicago). Esta versión modificada se atribuye al pianista Roosevelt Sykes.
La lista de artistas que han versionado la canción es inmensa, incluyendo a Magic Sam, Buddy Guy, Honeyboy Edwards, Freddie King, Foghat, Status Quo, Johnny Otis, Fleetwood Mac, Eric Clapton, Stevie Ray Vaughan y The Blues Brothers.